# بلستياشه
بلستياشه (بالروسية: Блестя́щие) وهي فرقة موسيقية نسائية روسية بيلاروسية، تعتبر واحدة من أشهر الفرق في روسيا، تأسست الفرقة في سنة 1988 وهي مستمرة حتى الآن وتغني البوب وهي تتكون من أولغا أورلوفا و بولينا يوديس و فارفارا كوروليفا و أولغا كورياجينا و إرينا لوكيانوفا و يانا فريسكه و آنا سيمينوفيتش عندما قامت فارفارا كوروليفا بإطلاق أول ألبوم لها وهو ألبوم تام وشاركت العديد من المغنيات في هذه الفرقة.

## روابط خارجية
- بلستياشه على موقع IMDb (الإنجليزية)
- بلستياشه على موقع ميوزك برينز (الإنجليزية)
- بلستياشه على موقع أول ميوزيك (الإنجليزية)
- بلستياشه على موقع ديسكوغز (الإنجليزية)